# 芦沢明
芦沢 明（あしざわ あきら、1983年11月11日 - ）は、山梨県甲州市出身の元プロ野球選手（内野手）。右投右打。プロでは育成選手であった。

## 来歴・人物
山梨県の日本航空高等学校3年夏には、八木智哉らと共に甲子園に出場。東都の専修大学に進学し、レギュラーで活躍。1部通算4試合4打数1安打、打率.250。その後、社会人野球のシダックスで野球を続けた。
2006年11月に行われた読売ジャイアンツの新人テストに合格し、育成選手ドラフト5巡目で指名され入団。同年限りで廃部となったシダックスが最後に輩出したプロ選手の一人だった。
二軍では16試合に出場したが打率.208と結果を残せず、また試合中に右手人さし指を剥離骨折。持病だったヘルニアも重なり、2007年10月、わずか1年の在籍で自ら巨人を退団し現役を引退した。
引退後は医療専門学校に通い柔道整復師の資格を取得。その後は接骨院勤務の傍らあん摩マッサージ指圧師の資格も取得し、2015年8月に東京都渋谷区に「Haris Paris鍼灸整骨院」を開業した。

## 詳細情報

### 年度別打撃成績
- 一軍公式戦出場なし

### 背番号
- 103 （2007年）